# Bosnien och Hercegovinas flagga

Bosnien och Hercegovinas flagga 1992-1998

Bosnien och Hercegovinas flagga är blå med en gul, rätvinklig triangel och en rad med sju hela och två halva femuddiga stjärnor i vitt längs triangelns hypotenusa. Flaggan antogs den 4 februari 1998, då den ersatte landets första flagga. Flaggbytet drevs igenom av Carlos Westendorp, EU:s representant i landet under uppbyggnadsfasen efter Bosnienkriget 1992-1995. Man ville ha en flagga som var neutral i förhållande till äldre symboler och på det sättet skulle kunna representera alla folkgrupper i landet. Ursprungligen var det tänkt att den blå färgen skulle vara densamma som på FN:s flagga, men det ändrades till en mörkare för att motsvara EU:s flagga. Proportionerna är 1:2.

## Symbolik
Triangeln symboliserar Bosnien och Hercegovina. Stjärnorna symboliserar Europa och antalet ska vara obestämt, därav de halva stjärnorna längst upp och längst ner. Triangeln representerar de tre folkgrupperna, bosniaker, serber och kroater. Det blå symboliserar fred.

## Flaggan 1992–1998
Den traditionella bosniska vapenskölden pryds av sex gyllene liljor. Vapenskölden användes först under medeltiden i samband med den bosniske kungen Tvrtko Kotromanićs styre. Idag är dessa liljor en populär nationssymbol för bosniaker medan bosnienkroater och bosnienserber använder sig av kroatiska respektive serbiska symboler.